# Carex husnotiana
Carex husnotiana är en halvgräsart som beskrevs av Augustin Abel Hector Léveillé. Carex husnotiana ingår i släktet starrar, och familjen halvgräs. Inga underarter finns listade i Catalogue of Life.